# 李愿
李（8世纪？—825年7月6日），唐朝陇右临洮人，太尉、中书令、西平郡王李晟的长子。
李愿年少时谦谨寡过，李晟立大功，诸子无官，宰相上奏，贞元四年（788年）七月，唐德宗以李愿为银青光禄大夫、太子宾客，赐勋上柱国，与李晟门并列戟。贞元九年（793年），为父丁忧。贞元十二年（796年），服丧结束，唐德宗召见李愿于延英殿，赐衣一袭、绢三千匹。李愿依前授太子宾客，兄弟同日任命官职九人。贞元二十一年（805年）四月，左羽林大将军李愿袭封岐国公，食邑三千户。转任左卫大将军。
元和元年（806年）八月，以左卫大将军李愿检校礼部尚书、兼夏州刺史、夏绥银宥等州节度使。为政简约而严。部有失马者，告知李愿，李愿于路张榜，悬金以购。三日后，所失之马和良马都系在榜下，上有书缄，说：“马逃到我的马群，不按时告知，其罪当死，敢用良马一匹赎罪。”李愿交付失马而放回良马。境内肃然。
元和六年（811年）十月，以前夏州节度使李愿检校兵部尚书、徐州刺史，充武宁军节度使。淮西节度使吴元济拒命，淄青节度使李师道引兵攻彭城，高沐派人去见李愿，请奇兵三千由海路进攻莱州、淄州，李愿上报，朝廷以为李师道派他诱敌，于是没有结果。李愿奉命讨伐郓州淄青节度使，攻克下邑，屡报捷奏。元和十年（815年）十二月，李愿派部将王智兴击破李师道九千之众，斩首二千级，获牛马四千，军至平阴。不久得病，以其弟李愬代为徐州节度使，入朝为刑部尚书。病好之后，元和十四年（819年）四月，以刑部尚书李愿为检校尚书左仆射，兼凤翔尹、充凤翔、陇右节度使。他从此懈怠，专心声色。
长庆元年（821年）三月以凤翔节度使李愿检校司空、兼汴州刺史，充宣武军节度使。张弘靖为汴帅，以厚赏安军士之心。李愿至，库藏已竭，李愿奢侈，门客数百人，都用财政，不恤军事，赏赐不及张弘靖之时，只以威刑驭下。又令妻弟窦缓率领帐中亲兵，窦缓骄傲贪财，于是群情积怨。长庆二年（822年）七月四日夜，汴州军乱，牙将李臣则、薛志忠、秦邻等三人突入窦缓帐中，斩杀窦缓。李愿听说有变，没有戴头巾，与左右数人登子城北楼，缒城而下，由水洞出城。天亮，行十数里，遇到百姓驱驴，于是夺乘其驴，逃到郑州。李愿妻窦氏死于乱兵之手，三个儿子藏起来获免，仆妾被军士所俘。城中大掠三日，李臣则等人立牙将李㝏为留后。李愿贬为随州刺史。朝廷念李晟的功勋，终不加罪，入朝为左金吾卫大将军。长庆四年（824年）六月，以左金吾卫大将军李愿检校司空，兼河中尹、御史大夫，充河中、晋、绛、慈、隰节度使。河中之政，如通岐、梁。加以李愿结好权贵，军政废弛，如果不是他早卒，蒲州也有兵变。宝历元年六月十七己丑日（825年7月6日），河中节度使、检校司空李愿去世，赠司徒。